# Eyzin-Pinet
Eyzin-Pinet este o comună în departamentul Isère din sud-estul Franței. În 2009 avea o populație de 2.134 de locuitori.

## Evoluția populației
| An        | 1975  | 1982  | 1990  | 1999  | 2006  | 2009  |
| --------- | ----- | ----- | ----- | ----- | ----- | ----- |
| Populație | 1.055 | 1.258 | 1.502 | 1.816 | 2.067 | 2.134 |